# 贝恩德·弗里贝格
贝恩德·弗里贝格（德語：Bernd Frieberg，20世纪—），男，德国赛艇运动员。他曾代表东德参加1977年世界赛艇锦标赛，获得男子八人单桨有舵手金牌。